# Іванова Наталія Володимирівна
Наталія Володимирівна Іванова (нар. 26 травня 1972, Гребінка) — художній керівник і головний диригент ЗАПТ України «Лтава» ім. В. Міщенка.

## Життєпис
Народилася 26 травня 1972 року у Гребінці Полтавської області. З 1983 по 1988 роки навчалася в Шишацькій музичній школі. У 1987—1989 рр. була учасницею і солісткою фольклорного ансамблю «Чорнобривець» Шишацької середньої школи. З 1989 по 1994 рік навчалася у Полтавському державному педагогічному інституті ім. В. Г. Короленка на психолого-педагогічному факультеті, де здобула фах учителя початкових класів і вчителя музики. У 1989—1993 рр. була учасницею і солісткою народного хору «Калина» ПДПІ ім. В. Г. Короленка.
У листопаді 1997 року прийшла в хорову групу ЗАПТ України «Лтава» ім. В. Міщенка. Завдяки чудовому голосу відразу стала провідною солісткою хорової групи.
З вересня 2002 по вересень 2010 року була хормейстером хорової групи ЗАПТ України «Лтава»  ім. В. Міщенка. З 2010 року — художній керівник і головний диригент ЗАПТ «Лтава». 2013 року пройшла курси підвищення кваліфікації (Гадяч). Була у складі журі на конкурсі у Миргороді (2015) та
членом журі на конкурсі «З піснею в серці» (2016) у Полтаві.
За 20 років перебування у колективі була учасницею, а потім і організатором багатьох виступів:
- 2008 рік — Пустовійтівка, фестиваль «Калнишева рада»
- 2008 — Пирятин, концерт пам’яті поета-пісняря Дмитра Луценка.
- 2001, 2009 рр. — Київ, Палац «Україна». Творчі звіти Полтавщини.

Протягом 2011—2012 рр. ЗАПТ «Лтава» під керівництвом Наталії Володимирівни зосередив свою роботу на підготовці до 55-річного ювілею колективу та 90-річчя від дня народження В. Ю. Міщенка, в рамках якого відбулися творчі зустрічі з фольклорними колективами міста, області, налагоджено творчу співпрацю з аматорським колективом української діаспори міста Тюмень та проведено майстер-клас із народного танцю для хореографів із Канади. Саме в той час колектив отримав Відзнаку Міністерства культури України «За вагомий внесок у розвиток культури».

## Досягнення
- 2011 — Гран-прі «Народний вокал» Н. В. Іванова (Болгарія)
- 2013 — подяка (Грузія)
- 2014 — диплом 2-го ступеня «У родинному колі»
- 2015 — подяка ПНПУ ім. В. Г. Короленка
- 2016 — подяка облуправління освіти за фестиваль «Творче тріо + Полтавська зірка»
- 2016 — диплом 1-го ступеня, Міжнародний фестиваль-конкурс «Зоряні мости», ансамбль народної пісні «Коза-Дереза»
- 2017 — диплом 2-го ступеня на Всеукраїнському фестивалі-конкурсі «Пісні і танці Полтавщини»